# Jean Robert (résistant, 1915-1944)
Pour les articles homonymes, voir Jean Robert et Robert.
Jean (Adolphe) Robert, né le 6 août 1915 à Besançon (Doubs) et mort au combat le 7 septembre 1944 à Montagney-Servigney (Doubs), est un gendarme et résistant français,,,.

## Biographie
Jean Robert est le fils de Tell Ernest, imprimeur originaire de Suisse, et de Jeanne Élisa Guilhermet, sans profession ; marié le 11 mai 1935 avec Valentine Dina Cybéo, il est père de six enfants. Affecté à la 7e légion de Rougemont, il rejoint l'ORA/AS puis les Forces françaises combattantes,.
Il est notamment remarqué pour avoir sabordé ses enquêtes liées à des faits de sabotage, contrecarré les arrestations de réfractaires, camouflé un aviateur anglais tombé en parachute et contribué à son exfiltration en Suisse, ou encore apporté de l'aide à vingt soldats indiens évadés d'un camp de prisonnier ; il prend aussi directement part à diverses actions, comme la protection de parachutages ainsi que la prise d'armes et de munitions.
Traqué par l'occupant, il gagne le maquis de Thieffrans à partir du 17 août 1944 ; le 6 septembre suivant à Chassey, il se trouve avec une dizaine d'hommes dirigés par Jacques Painchaux afin de ramasser des armes parachutées ; alors que la Libération de Besançon s’amorce et que les troupes allemandes se replient en direction de Belfort, la formation est surprise et prise en chasse par environ trois-cent uniformes arrivant de Montbozon. Atteint par les balles pendant qu'il tentait de se replier dans un bois annexe, il est tué à l’ennemi, route de Thieffrans à Montagney, avec ses compagnons, Joseph Ducret et Léon Belz.
Jean Robert est inhumé à la nécropole nationale de Rougemont,, reconnu mort pour la France,,, récipiendaire de la médaille militaire et de la croix de guerre 1939-1945 avec palme, homologué soldat FFC, et FFI,,, cité à Besançon au mémorial des gendarmes du Doubs,, à Rougemont au monument aux morts, et sur la plaque commémorative de la gendarmerie,, à Thieffrans au monument commémoratif,,,, ainsi qu'à Vesoul au mémorial de la Résistance,, alors qu'une rue de Rougemont porte également son nom.